# Jie (volk)
De Jié (Chinees: 羯; Wade-Giles: Chieh; Middel Chinees: [ki̯at] ) behoorden in de 4e eeuw tot een stam uit Noord-China. Tijdens de Periode van de Zestien Koninkrijken stonden ze bij de Chinezen bekend als een van de vijf barbaren (Wu Hu). Onder Shi Le vestigden ze de Latere Zhao. De Jie werden verslagen door Ran Min in de Wei-Jie oorlog in 350 na Chr. en betekende de val van de Latere Zhao. 

## Oorsprong
De etniciteit van de Jie is onduidelijk, waarbij sommige wetenschappers een Turkse afkomst suggereren, terwijl nieuwer onderzoek suggereert, dat ze een Jenisejische taal spraken. 
- Volgens het Boek van de Wei (6e eeuw) is de naam Jie afgeleid van het Jiéshì-gebied (羯 室, het huidige district Yushe in de provincie Shanxi), waar de Jie woonden.
- Volgens het Boek van de Jin maakten de voorouders van Shi Le deel uit van de multi-etnische Xiongnu-stam die bekend staat als Qiāngqú (羌 渠).
- Anderen beweren dat de Jie een oude Jenisejische sprekende stam waren, verwant aan de Ketten, die tegenwoordig tussen de rivieren de Ob en de Jenisej leven.

## Geschiedenis
In 319 stichtte generaal Shi Le de staat Latere Zhao in Noord-China, die de Vroegere Zhao verdrong. Aan het rijk van Shi Le kwam er in 351 een einde. In de periode tussen 350 en 352, tijdens de Wei-Jie-oorlog, gaf generaal Ran Min het bevel de Jie volledig uit te roeien, die gemakkelijk te herkennen waren aan hoge neuzen en volle baarden, wat leidde tot een groot aantal doden. Volgens sommige bronnen werden meer dan 200.000 van hen gedood. Desondanks zullen de Jie in de komende 200 jaar af en toe in de geschiedenis terug opduiken.